# かじやと悪魔
『かじやと悪魔』（かじやとあくま、Der Schmied und der Teufel）は、『グリム童話』に収録されていた童話の一編。その内容から第七版までには削除される。

## あらすじ
昔、今日の食事に困るほど貧乏な鍛冶屋がいた。
鍛冶屋が森を歩いていると悪魔が現れ「3年後にお前の命をくれるなら、たくさんの金貨をやろう」と持ちかけた。鍛冶屋はどの道、餓死してしまうので悪魔の誘いに乗り、「3年後に俺の命をやる」という誓約書を書いて金貨を手に入れた。
鍛冶屋はさっそく手に入れた金貨で良い道具を買った。それから不思議なことに、たくさん注文が来るようになり、瞬く間に金持ちになった。そして、その鍛冶の腕を聞いた聖ペテロが白馬に乗って天国から降りてきて、その白馬の蹄鉄を注文した。
評判通りのできにペテロは満足し、鍛冶屋の願いを3つ叶えてやろうと言った。すると、鍛冶屋は「手を入れると鍛冶屋が良いと言わない限り抜けなくなる釘袋」「座ると鍛冶屋が良いと言わない限り立てなくなる椅子」「登ると鍛冶屋が良いと言わない限り降りられなくなるリンゴの木」を頼み、変な願いだと言いながらもペテロは叶えてやった。
悪魔との約束の日が迫り、まず悪魔の三番弟子が鍛冶屋を殺しにきた。鍛冶屋は地獄に行く前に釘が欲しいと言って三番弟子の手を釘袋に入れさせて抜けなくさせてしまった。3日後、鍛冶屋に許しを請い、三番弟子は諦めて帰ってしまった。その後も、二番弟子、一番弟子がやってきたが、二番弟子は椅子で、一番弟子はリンゴの木でひどい目に合わされ、鍛冶屋に追い返されてしまった。
ついに業を煮やした悪魔本人がやってきたが、鍛冶屋は「地獄へ行く前にお前の力を見せてくれ。でも、お前の弟子達の情けなさを見る限り、ネズミになることすらできないだろうが」と言って悪魔を挑発した。ますます怒った悪魔はこれでもかと言ってネズミに変身したが、その瞬間、鍛冶屋はネズミを釘袋に入れてしまった。悪魔は暴れたが出られない。鍛冶屋は、出して欲しければ誓約書を出せと言い、悪魔もしぶしぶ認めると、鍛冶屋は悪魔を袋から出し、誓約書は暖炉で焼いてしまった。
悪魔は何も取れずに地獄へ帰ってしまい、二度と鍛冶屋の前に姿を現すことはなかった。